# Ourjoum
Ourjoum (en russe : Уржум) est une ville de l'oblast de Kirov, en Russie, et le centre administratif du raïon d'Ourjoum. Sa population s'élevait à 10 105 habitants en 2014.

## Géographie
Ourjoum est arrosée par la rivière Louza, un affluent de la Ioug, et se trouve à 167 km au sud de Kirov et à 776 km à l'est-nord-est de Moscou.

## Histoire

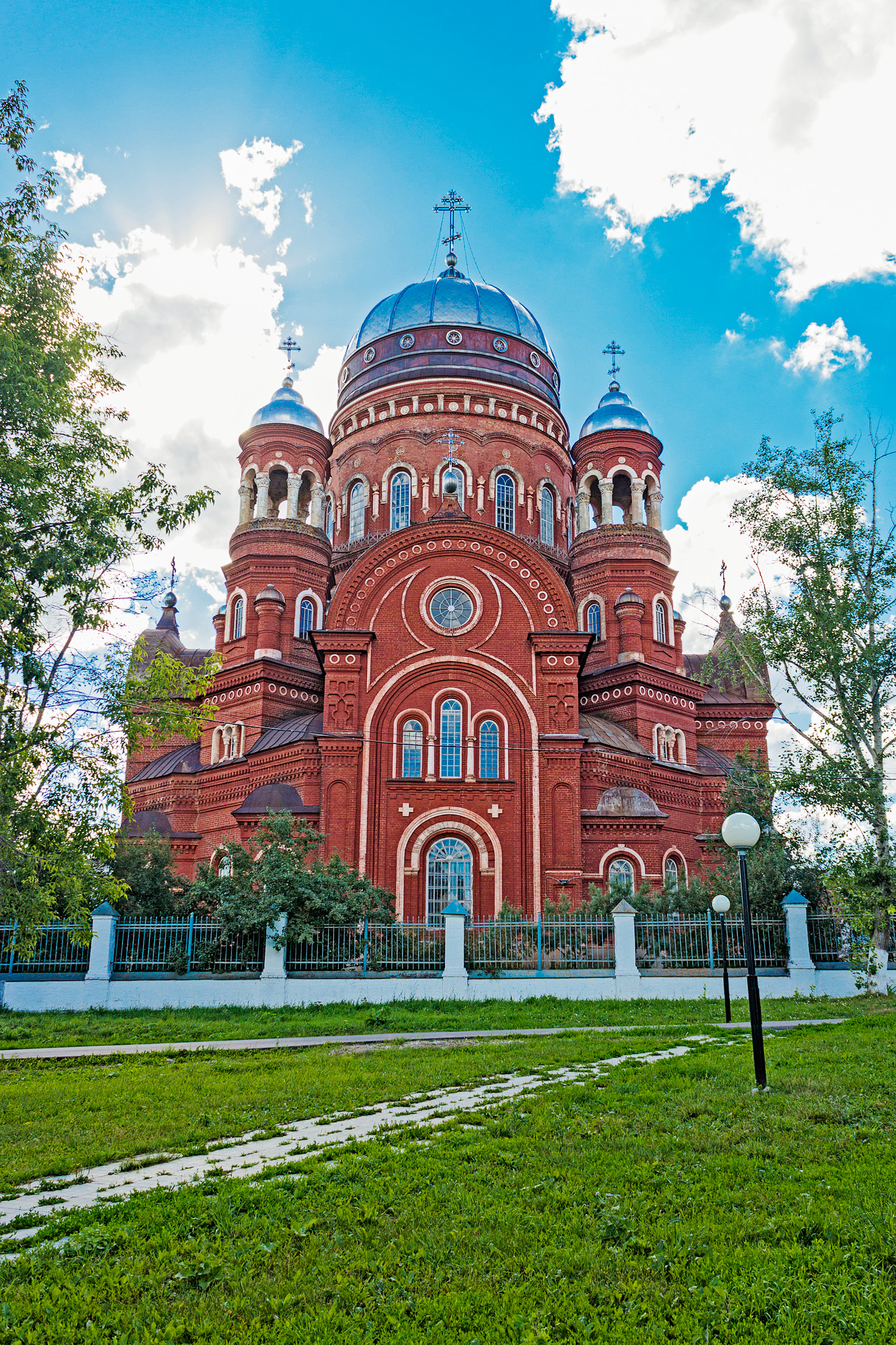
Cathédrale de la Sainte-Trinité

## Population
Recensements (*) ou estimations de la population
| 1856  | 1897* | 1913  | 1926* | 1931  |
| ----- | ----- | ----- | ----- | ----- |
| 2 000 | 4 413 | 4 800 | 5 659 | 6 300 |

| 1939* | 1959*  | 1970*  | 1979*  | 1989*  |
| ----- | ------ | ------ | ------ | ------ |
| 8 800 | 10 874 | 11 387 | 11 957 | 12 101 |

| 2002*  | 2010*  | 2012   | 2013   | 2014 |
| ------ | ------ | ------ | ------ | ---- |
| 11 514 | 10 213 | 10 189 | 10 105 | -    |

## Personnalités
- Sergueï Kirov (1886-1934), révolutionnaire bolchévique puis dirigeant soviétique, né à Ourjoum.
- Alexandre Ikonnikov, écrivain russe, né à Ourjoum en 1974.